# Szarvaskő
Szarvaskő là một thị trấn thuộc hạt Heves, Hungary. Thị trấn này có diện tích 12,59 km², dân số năm 2010 là 375 người, mật độ 30 người/km².